# تپه مهره‌ای
تپه مهره‌ای مربوط به هزاره ۴ و ۳ قبل از میلاد است و در شهرستان بویر احمد، روستای سرسقاوه واقع شده و این اثر در تاریخ ۱۹ دی ۱۳۵۶ با شمارهٔ ثبت ۱۵۷۵ به‌عنوان یکی از آثار ملی ایران به ثبت رسیده است.